# ꭏ
Cette page contient des caractères spéciaux ou non latins. S’ils s’affichent mal (▯, ?, etc.), consultez la page d’aide Unicode.
Le ꭏ, appelé u à hampe droite courte barré, est une lettre additionnelle latine utilisée dans la transcription phonétique d’Otto Bremer.

## Représentations informatiques
Cette lettre peut être représentée avec les caractères Unicode (Latin étendu E) suivants :
| formes    | représentations | chaînes de caractères | points de code | descriptions                                          |
| --------- | --------------- | --------------------- | -------------- | ----------------------------------------------------- |
| minuscule | ꭏ               | ꭏ                     | U+AB4F         | lettre minuscule latine u à hampe droite courte barré |